# 三遊亭扇馬
三遊亭 扇馬（さんゆうてい せんば）は、落語家。
- 亭号不明 - 初代船遊亭扇橋門人。『東都噺者師弟系図』（天保7年）では既に「故」で見える。
- 2代目翁屋（花翁亭、花扇亭）扇馬 - 『落語家奇奴部類』（弘化5年）に「三田住 翁屋さん鳥後ニ二代目さん馬ト成リ又扇馬成ル」とあり、『昔噺連中』（弘化3年）に「さん蝶改メ翁屋扇馬」と見える。改名順は初代翁屋さん馬の門下でさん蝶、弘化3年にさん蝶改め扇馬となった。本名∶池田 忠治郎。江戸の生まれ。
- 扇遊亭扇馬 - 後∶入船米蔵
- 三遊亭扇馬 - 後∶三代目橘ノ圓
- 三遊亭扇馬 - 本項にて詳述。

三遊亭 扇馬（1956年4月11日 - ）は、東京都八王子市出身の落語家。本名∶大久保 勝美。落語芸術協会所属（会友）。出囃子∶『あじゃら』。

## 経歴
南多摩高等学校中退。
1973年4月、四代目三遊亭圓馬に入門し前座名「きそ馬」を名乗る。
1977年10月、四代目柳家小蝠と共に二ツ目昇進し「扇馬」に改名。1984年、師匠である四代目三遊亭圓馬が死去したことに伴い、兄弟子の四代目三遊亭小圓馬門下に移籍する。
1988年5月、二代目柳家蝠丸と共に真打昇進。
一時期寄席の高座を休業していた。
2023年9月の時点で落語芸術協会では通常の香盤から離れ、会友に移行している。

## 芸歴
- 1973年4月 - 四代目三遊亭圓馬に入門、前座名「きそ馬」。
- 1977年10月 - 二ツ目昇進、「扇馬」に改名。
- 1984年 - 師匠圓馬死去に伴い兄弟子の四代目三遊亭小圓馬門下に移籍。
- 1988年5月 - 真打昇進。